# Maurice Falvy
Maurice-Émile Falvy, né le 4 mars 1888 à Reims et mort le 2 juin 1970 à Mézy-sur-Seine, est un général français des troupes coloniales. Commandant une division lors de la Seconde Guerre mondiale en mai-juin 1940, il est ensuite gouverneur du Niger de 1940 à 1942.

## Biographie
Maurice Falvy est en 1934 officier de commandement des tirailleurs sénégalais au Tchad en Afrique équatoriale française. De juin 1935 à février 1936, il succède par intérim à Charles Dagain comme commandant de la région Tchad. De 1937 à 1938, il étudie au centre des hautes études militaires, l'école de l'état-major général de l'armée française à Paris. Ensuite, il est de 1938 à 1940 directeur du département des troupes coloniales au ministère de la Guerre.
Lorsque la France est attaquée par l'Allemagne en 1940, le général Falvy commande la 3e division d'infanterie coloniale sur la ligne Maginot. En mai 1940, il donne l'ordre de tenir aux défenseurs de l'ouvrage de La Ferté bombardés par les Allemands, mais ses 107 hommes y meurent d'une intoxication au monoxyde de carbone. Toujours en mai 1940, le futur président François Mitterrand, qui était sous ses ordres, est blessé. Maurice Falvy est fait prisonnier le 23 juin 1940 par les Allemands; mais est libéré le 13 novembre suivant sous l'Occupation allemande à condition de ne pas commettre d'actions portant préjudice au Troisième Reich.
Les autorités de Vichy l'envoient à la fin de l'année 1940 à Niamey en Afrique occidentale française afin de commander les troupes coloniales du Niger et du Dahomey. Il doit aussi faire surveiller la frontière entre le Niger et le Tchad. Le 8 décembre 1940, il succède à Léon Solomiac comme gouverneur de la colonie du Niger, Solomiac n'étant pas considéré par le régime de Vichy comme suffisamment fiable. Maurice Falvy est le premier militaire à être nommé à la tête de la colonie depuis 1922. Jean-François Toby lui succède le 4 mars 1942. Le général Falvy prend alors le haut commandement des forces armées de l'Afrique occidentale française. Le 29 août 1943, il est mis en congé et en août 1945 mis à la retraite. Le général Falvy meurt en 1970 dans une maison de retraite de Mézy-sur-Seine.